# Museo de Antropología Prehistórica de Mónaco
El Museo de Antropología Prehistórica de Mónaco (en francés: Musée d'anthropologie préhistorique de Monaco) se encuentra en el Jardín Exótico del principado de Mónaco. Fue inaugurado en 1902, y contiene una colección de fósiles y otros artefactos excavados relacionados con la prehistoria de Mónaco y áreas cercanas.
Se trata de un museo científico, establecido por el propio Príncipe Alberto I de Mónaco. El Museo de Antropología solo se estableció en el interior del jardín exótico en 1955. Suzanne Simone fue la curadora del museo entre 1975 y 2003.
El paleoantropólogo Yves Coppens, es Presidente del Comité Científico del Museo de Antropología Prehistórica de Mónaco. El museo fue construido alrededor de dos salas:
- La sala de Alberto I, dedicada a la prehistoria general;
- la sala Rainiero III, que se centra en la prehistoria regional con la presentación de las colecciones locales.